# Orkestar
Orkestar je instrumentalni glazbeni ansambl koji je obično prilično velik, najčešće sa sekcijama gudača, limenih glazbala, drvenih puhačkih glazbala, uglavnom i s udaraljkama. Izraz orkestar dolazi od naziva za mjesto ispred starogrčkih kazališnih pozornica rezerviranih za kor. Orkestar je kroz 17. i 18. stoljeće prolazio kroz razdoblje rasta u broju članova, ali se u sastavu tijekom 20. stoljeća promijenio jako malo.
Puni orkestar (od oko 100 članova) ponekad se može nazivati simfonijskim ili filharmonijskim orkestrom; ti prefiksi ne označavaju nikakvu strogu razliku bilo u instrumentalnom sastavu ili ulozi orkestra, ali mogu biti u razlikovanju različitih ansambala koji se nalaze u istom gradu (primjerice, Londonski simfonijski orkestar i Londonski filharmonijski orkestar). Simfonijski orkestar obično u sastavu ima preko 80 glazbenika, u nekim slučajevima i iznad stotinu, ali stvaran broj glazbenika angažiranih u izvođenju određenog glazbenog djela može se razlikovati prema tome što izvode i veličini prostora na kojem izvode. Vodeći komorni orkestar može imati preko 50 članova, dok su drugi puno manji od toga.

## Instrumenti
Tipičan simfonijski orkestar ima četiri proporcionalne skupine sličnih instrumenata, koji se u notnom zapisu u pravilu pojavljuju ovim redom (brojevi su navedeni samo radi proporcionalnosti):
- drveni puhački instrumenti pikolo, 2 flaute, 2 oboe*, engleski rog, 2 klarineta*, bas klarinet, 2 fagota*, kontrafagot
- limeni puhački instrumenti 2* do 8 rogova*, 2* do 5 truba*, 2 do 3 trombona, 1 do 2 bas trombona, tuba
- udaraljke timpani*, doboš, bas bubanj, činele, trokut, celesta, marimba, ksilofon, gong, i mnogi drugi.
- Žičani instrumenti harfe, 16 do 30 violina*, 8 do 12 viola*, 8 do 12 violončela*, i 5 do 8 kontrabasova*.

Orkestar povremeno sadrži i značajnije puhačke instrumente, kao što su eufonij, alt saksofon, alt klarinet i bariton rog.
Instrumenti označeni zvjezdicom smatraju se "jezgrom" simfonijskih orkestara i samo se u najrjeđim slučajevima, u većini simfonijske literature, ne koriste. Druga navedena glazbala smatraju se "pomoćnima" i manje često su potrebna, ali još uvijek ih se smatra "standardnima". Simfonijski radovi iz kasnog 19. stoljeća koji zahtijevalu sve pomoćne instrumente, kao i velik broj gudača, obično u svom punom naslovu uključuju frazu "za veliki orkestar". Primjerice, Ein Heldenleben Richarda Straussa.
Danas glazbenici obično sviraju pod palicom dirigenta, ali nekada orkestri nisu imali dirigenta nego su slijedili prvu violinu ili harfista koji je radi toga svirao basso continuo. I neki moderni orkestri sviraju bez dirigenta, pogotovo ako nisu veliki ili ako žele povijesno točno izvesti baroknu glazbu i glazbu ranijih razdoblja.
Simfonijski orkestri na svom repertoaru najčešće imaju zapadnu klasičnu glazbu ili operu. Ipak, koriste se i za popularnu glazbu.

### Beethovenov utjecaj
Tzv. "standardni dodatak" dvostrukih puhača i limenih instrumenata u orkestru iz prve polovice 19. stoljeća obično se smatra zaslugom Ludwiga van Beethovena. S iznimkom njegove Četvrte simfonije i Koncerta za violinu i orkestar (koja specificira jednu flautu), skladateljeva instrumentacija gotovo je uvijek u djelo stavljala parove flauta, oboa, klarineta, fagota, rogova i truba. Proširenje ove pojedinačne "palete boje zvuka" u Trećoj, Petoj, Šestoj i Devetoj simfoniji Beethoven je pažljivo proračunao radi inovativnog efekta. Treći rog u Trećoj simfoniji "Eroica" služi ne samo harmonijskoj fleksibilnosti, nego i za efekt "zbornog" limenog instrumenta u Triju. Pikolo, kontrafagot i tromboni dodaju se u trijumfalnom finalu njegove Pete simfonije. Pikolo i par trombona pomaču prikazati oluju i sjaj sunca u Šestoj simfoniji, a Deveta simfonija zahtijeva drugi par rogova zbog razloga sličnih onim u Eroici (od tada su četiri roga postala standard); Beethovenovo korištenje pikola, kontrafagota, trombona i ritamskih udaraljki zajedno sa zborom i vokalnim solistima - u finalu Devete simfonije najranija su naznaka da se timbralne granice simfonije trebaju proširiti. Ali nekoliko desetljeća nakon njegove smrti, simfonijska instrumentacija ostala je vjerna Beethovenovu utvrđenu modelu, sa samo nekoliko iznimki.

### Proširena instrumentacija
Dodatni instrumenti ne smatraju se standardnima, ali se povremeno koriste. Najčešći primjer za to su saksofon, flugelhorn, kornet, eufonij, čembalo, Wagnerova tuba, harmonika, mandolina, gitara, sitara, orgulje i harmonij. Saksofoni se primjerice koriste u dijelu repertoara 19. i 20. stoljeća. U nekim radovima, npr. u orkestraciji Mauricea Ravela i Modesta Musorgskog kao solo instrument, a u Rahmanjinovljevim Slavenskim plesovima i Ravelovom Boleru kao dio orkestralnog ansambla. Na sličan način se eufonij pojavljuje u nekoliko romantičnih skladbi, kao i u klasičnoj glazbi 20. stoljeća, a korneti u baletu Labuđe jezero Čajkovskog, Debussyjevoj skladbi La Mer, i nekoliko orkestralnih djela Hectora Berlioza. Za te uloge orkestri zovu slobodne umjetnike izvođače, osim ako određeni nestandardan instrument također svira neki drugi član orkestra (npr. trombonist može u raznim odlomcima prijeći na sviranje dionice za eufonij).

## Povijest orkestra

### Dvorovi i kazališta
Orkestar je u početku bio luksuz za aristokrate. Izvodio je privatne koncerte na dvorovima talijanskih kraljeva i plemića. Stanje se promijenilo u 17. stoljeću, kad su počele orkestralne izvedbe u kazalištima Italije i zatim Njemačke. Dresden, München i Hamburg sagradili su opere, dok je Henry Purcell donio procvat engleske opere. Francuskom je drmao Lully, koji je uz pomoć Molierea znatno podigao ugled baletu, uz instrumentalnu i vokalnu glazbu.
Za orkestre u 17. stoljeću i na početku 18. stoljeća ljudi su se prikupljali odasvud. Skladatelj kao što je Johann Sebastian Bach imao je na raspolaganju gotovo sve gradske glazbenike, dok je Georg Friedrich Händel unajmljivao najbolje glazbenike do kojih je mogao doći. Zato se u to doba cijenila sposobnost skladatelja da preradi svoja djela kako bi najbolje iskoristio kvalitetne pjevače ili glazbenike koji su bili pri ruci. Tako bi Händel gotovo svake godine skladao novu verziju svog slavnog oratorija Mesija.
S vremenom su plemići počeli stvarati svoje privatne družine glazbenika. Skladatelji kao što je bio mladi Franz Joseph Haydn mogli su stalno raditi s istim glazbenicima. S druge strane, putujući virtuozi skladali su koncerte koji su isticali njihove izvođačke vještine, pa su putovali iz grada u grad i održavali koncerte gdje god su mogli. 
Dakle, umjesto građanskog skladatelja koji je na raspolaganju imao određeno vrijeme i kontrolu nad glazbenicima, pojavili su se dvorski kompozitori i genijalni izvođači. Zbog toga se javila potreba za glazbom koju je lako naučiti i koja se ne mora mnogo vježbati. To je opet dovelo do promjene u glazbenom stilu i naglaska na novim umijećima.

### Uspon simfonije
Mannheim je imao jedan od najslavnijih orkestara tog doba, koji je u svojim notnim zapisima imao oznake dinamike i fraziranja, što je dotad bilo vrlo rijetko. Osim toga, umjesto složenog kontrapunkta razdoblja baroka, počela se radije koristiti čista melodija, koja će kasnije dovesti do klasičnog stila.
Tijekom cijele druge polovice 18. stoljeća, skladatelji su bili prisiljeni okupljati glazbenike za izvedbu, koja se nazivala "akademija" i izvodila (naravno) njihove skladbe. Ipak, 1781. godine, koncertna udruga trgovaca osnovala je orkestar Leipzig Gewandhaus, što je bio prvi korak prema građanskim orkestrima koji će se namnožiti u 19. stoljeću. U Bostonu je 1818. godine osnovano društvo "Handel and Haydn Society", Njujorška je filharmonija stvorena 1842. godine, a Bečka filharmonija i engleski orkestar Hallé 1848. godine. Iako su operne kuće i prije imale stalne družine glazbenika, oni nisu svirali koncertnu glazbu. Novi su orkestri potakli skladanje simfonija i drugih čisto instrumentalnih oblika. To su ohrabrivali skladatelji/kritičari kao što je bio E. T. A. Hoffmann, koji je izjavio kako instrumentalna glazba predstavlja "najčistiji oblik" glazbe.
Dirigent François Habeneck je 1830-ih godina izabrao skupinu glazbenika s kojima je počeo uvježbavati Beethovenove simfonije, koje dotad još nisu bile sve izvedene u Parizu. Razradio je tehnike za zasebno uvježbavanje gudača, bilježio je napomene kako treba svirati, te je razvio više tehnika za orkestralne signale koje su se proširile diljem Europe. Njegov prijatelj i suparnik Hector Berlioz usvojio je mnoge od tih inovacija za svoje europske turneje.

### Revolucija puhača
Istodobno je došlo do brze standardizacije instrumenata. Kad su Stolzel i Blilmel, obojica iz Šleske, izumili ventil za puhačke instrumente 1815. godine, to je bila prva u nizu novosti: Theobald Boehm je uveo ventile za flautu, a Adolphe Sax je unaprijedio drvene puhačke instrumente. Zbog toga je Hector Berlioz napisao slavni esej o "instrumentaciji" (korištenju instrumentalnog zvuka kao ekspresivnog elementa glazbe).
Odmah su se osjetile posljedice tih izuma: graditelji instrumenata u svim zemljama pomagali su jedni drugima da iskoriste i usavrše te novosti; ubrzo je orkestar dobio novu granu instrumenata s ventilima, koji su poznati kao tuba, eufonij i trombon, te koji imaju kromatsku ljestvicu i zvučan ton velike ljepote i goleme snage, čime se dobiva veličanstven bas. To je omogućilo i skladnije sviranje nota ili intonaciju, što je opet dovelo do sve "glađeg" orkestralnog zvuka, koji je dosegao vrhunac 1950-ih godina (Eugene Ormandy i Filadelfijski simfoničari, dirigent Herbert von Karajan).
Tijekom prijelaznog razdoblja s novim instrumentima, koji su olakšali izvođenje teških djela, mnogi su skladatelji (a među njima i Wagner i Berlioz) zahtijevali da se za njihove skladbe koriste "prirodne" kromatske stanke umjesto ventila. Ipak, instrumenti s ventilima su malo-pomalo postali standardni, te su se koristili posvuda, sve do ponovnog buđenja starih instrumenata u suvremenoj težnji za autentičnom izvedbom ili "historijski svjesnom izvedbom".
Kad su uvedeni stalni orkestri, kao i nova lepeza puhačkih instrumenata, te njihova nova sposobnost da se usklade međusobno, puhači su se mogli lakše okupiti. Osim toga, stvoren je profesionalni okvir u kojem su glazbenici mogli stalno vježbati i izvoditi ista djela, pa je mogao nastati repertoar instrumentalne glazbe.

### Izbirljiva publika
Pomalo je ironično što je sljedeće veliko proširenje simfonijske prakse poteklo iz Wagnerova orkestra u Bayreuthu, koji je osnovan da izvodi njegove glazbene drame. Wagner je morao imati cijelu vojsku skladatelja i pisara za svoje složene partiture, te je imao posebnu ulogu za dirigenta, koju je opisao u svom utjecajnom eseju "O dirigiranju". To je izazvalo revoluciju u orkestru i postavilo stil orkestralnih izvedaba za sljedećih osamdeset godina. Wagnerove su teorije promijenile tempo, dinamiku, svirku gudača i ulogu prve violine u orkestru. Dirigenti koji su proučavali njegove metode i sami su postali utjecajni.
Početkom 20. stoljeća, simfonijski su orkestri bili veći, bolje financirani i bolje uvježbani nego ikad prije, pa su kompozitori mogli skladati veća i ambicioznija djela za njih. Kad je počelo doba snimljene glazbe, standard izvedaba dosegao je vrhunac, a vrijeme kad je bilo dovoljno što bolje "progurati" glazbu postalo je prošlost. S obzirom na to da su snimke otkrivale i najmanje greške u studijskoj izvedbi, te kako su ih slušali ljudi koji inače nikad ne bi mogli doći do dalekog grada gdje se izvedba održala, slušatelji su mogli uspoređivati izvedbe iz raznih desetljeća. Zbog toga se sve veća pozornost obraćala na dirigente i kvalitetne orkestre.
U dvadesetim i tridesetim godinama 20. stoljeća, ekonomski i umjetnički čimbenici doveli su do stvaranja malih koncertnih društava, pogotovo društava koja su izvodila avangardnu glazbu (na primjer, Igora Stravinskog i Arnolda Schönberga). Ta tendencija osnivanja festivalskih orkestara i specijaliziranih skupina izrazila se i kroz osnivanje ljetnih glazbenih festivala i orkestara za izvođenje manjih djela. 
Kad je krenuo pokret ljubitelja stare glazbe, pojavili su se mnogi orkestri gdje su glazbenici za sviranje koristili stilove koje su naučili iz proučavanja starih priručnika. 

### Kamo iz krize?
Krajem 20. stoljeća došlo je do krize financiranja i potpore za orkestre u Sjedinjenim Državama i (nešto manje) u Europi. Veličina i trošak simfonijskog orkestra, u usporedbi s veličinom publike, postali su problem koji je udario u samu srž te institucije. Kako su prihodi od snimanja klasične glazbe drastično pali, što je uvelike posljedica promjena u samom snimanju, počelo je razdoblje promjena kojem se još ne vidi kraj. Kritičari kao što je Norman Lebrecht tvrde da problem leži u "jet-setu", orkestralnom repertoaru i upravi, dok drugi glazbeni stručnjaci, kao što su Michael Tilson Thomas i Essa-Pekka Salonen, kažu da nova glazba, novi načini izvođenja i nov odnos prema zajednici mogu ponovo oživjeti simfonijski orkestar.